# Bacilli
A Bacilli a baktériumok Firmicutes törzsének egyik osztálya. Gram-pozitív, alacsony GC-tartalmú, általában aerob és pálcika formájú baktériumok tartoznak ide.
Két rendre osztják fel, ezek a Bacillales és Lactobacillales:
| Lactobacillales és a hozzátartozó családok                                                                                        | Bacillales és a hozzátartozó családok |
| --- | --- |
| - Aerococcaceae - Carnobacteriaceae - Enterococcaceae - Lactobacillaceae - Leuconostocaceae - Oscillospiraceae - Streptococcaceae | - Alicyclobacillaceae - Bacillaceae - Caryophanaceae - Listeriaceae - Paenibacillaceae - Planococcaceae - Sporolactobacillaceae - Staphylococcaceae - Thermoactinomycetaceae - Turicibacteraceae |

Korábbi filogenetikus vizsgálatokon mindkét rend para- vagy polifiletikusnak bizonyult, ahogy a fő nemzetségeik, a Clostridium és a Bacillus is.
A Bacilli rendszertana máig bizonytalan, jelentős változások várhatóak. A prokarióta-rendszertani alapműnek számító Bergey's Manual of Systematic Bacteriology-ban leírt Oscillospiraceae az új osztályozásban nem szerepel. Az Oscillospira nemzetség incertae sedis megjelölést kapott.
A Bacilli-fajok között vannak patogének, de az élelmiszer-feldolgozásban is felhasználják őket. A fontosabb nemzetségek közé tartozik a Bacillus, Lactococcus, Streptococcus és a Listeria.

## A kifejezés többértelműsége
A Bacilli kifejezés több, egymással rokon jelentéssel van megterhelve, ami sokszor zavaró lehet. A Bacillus (nagy kezdőbetűvel, dőlt betűvel) egy baktériumnemzetség neve, ami a Bacilli osztályba tartozik. (A Bacilli a pálcika jelentéső Bacillus latin többes száma.)
Ráadásul, bacilusnak (kis kezdőbetűvel; angol nyelvterületen bacillus) szoktak hívni minden pálcika formájú baktériumot. Ennek az általános megjelölésnek semmi köze ahhoz, hogy a szóban forgó élőlény a Bacilli osztályba vagy a Bacillus nemzetségbe tartozik-e. Nem minden Bacilli-faj egyedei pálcika formájúak (a Staphylococcus például gömb alakú), számos pálcika formájú baktérium pedig más osztályba tartozik (a Clostridium is pálcika formájú, de rendszertanilag más helyet foglal el). Az általános „bacilus” kifejezés még a Gram-pozitív festést sem garantálja, például a pálcika formájú E. coli bacilusnak is nevezhető, de Gram-negatív, és sem a Bacillus génuszba, sem a Bacilli osztályba nem tartozik.
A fenti problémák miatt egyes mikrobiológusok ezért kínosan kerülik az általános, többértelmű „bacilus” vagy „bacillus” kifejezés használatát.

## Fordítás
- Ez a szócikk részben vagy egészben a Bacilli című angol Wikipédia-szócikk ezen változatának fordításán alapul.  Az eredeti cikk szerkesztőit annak laptörténete sorolja fel. Ez a jelzés csupán a megfogalmazás eredetét és a szerzői jogokat jelzi, nem szolgál a cikkben szereplő információk forrásmegjelöléseként.
- Ez a szócikk részben vagy egészben a Bacilli című német Wikipédia-szócikk ezen változatának fordításán alapul.  Az eredeti cikk szerkesztőit annak laptörténete sorolja fel. Ez a jelzés csupán a megfogalmazás eredetét és a szerzői jogokat jelzi, nem szolgál a cikkben szereplő információk forrásmegjelöléseként.